# Actebia eversmanni
Actebia eversmanni är en fjärilsart som beskrevs av Krulikovski 1893. Actebia eversmanni ingår i släktet Actebia och familjen nattflyn. Inga underarter finns listade i Catalogue of Life.